# Lena Kriström

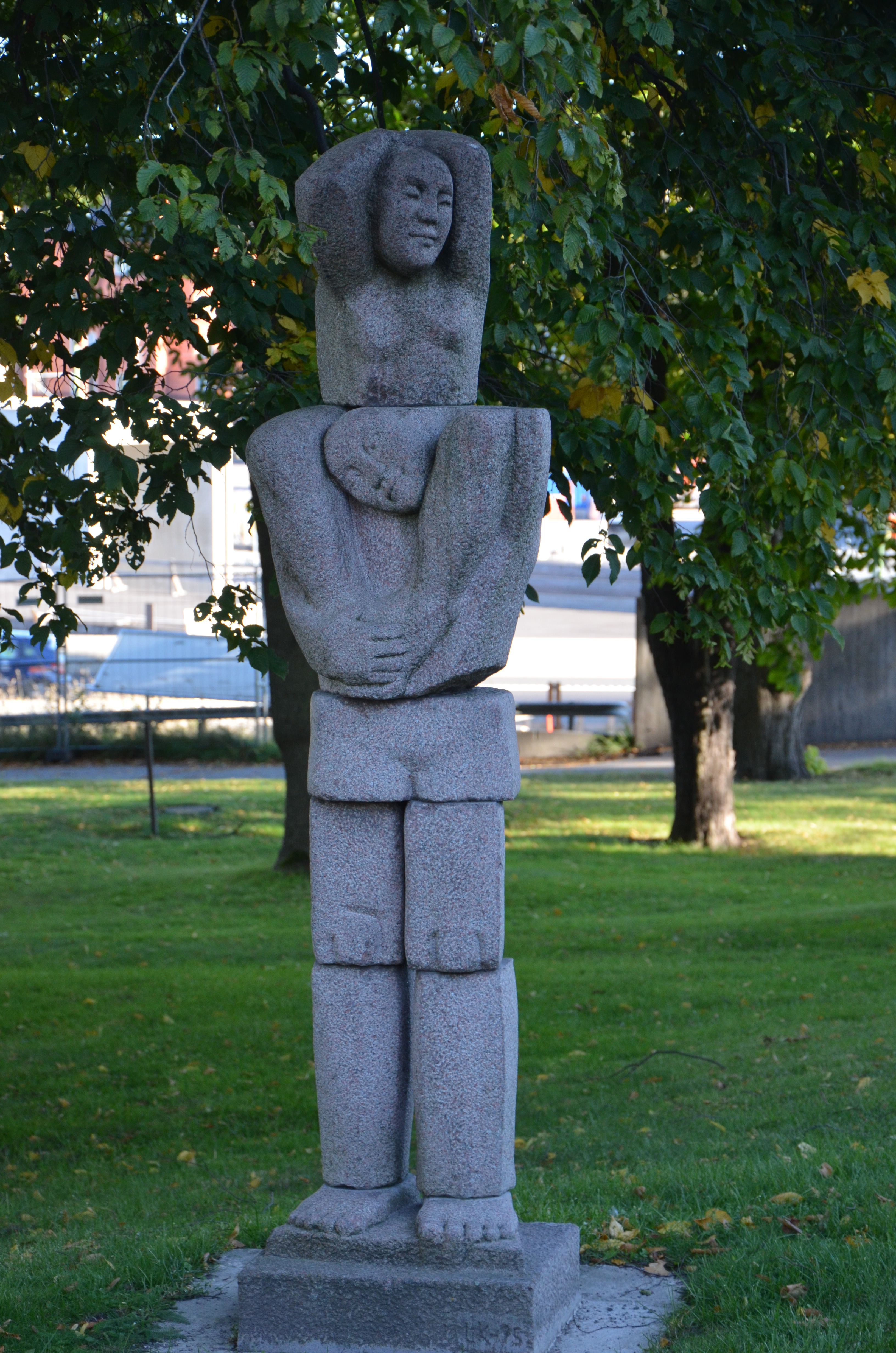
På axlarna, Solna

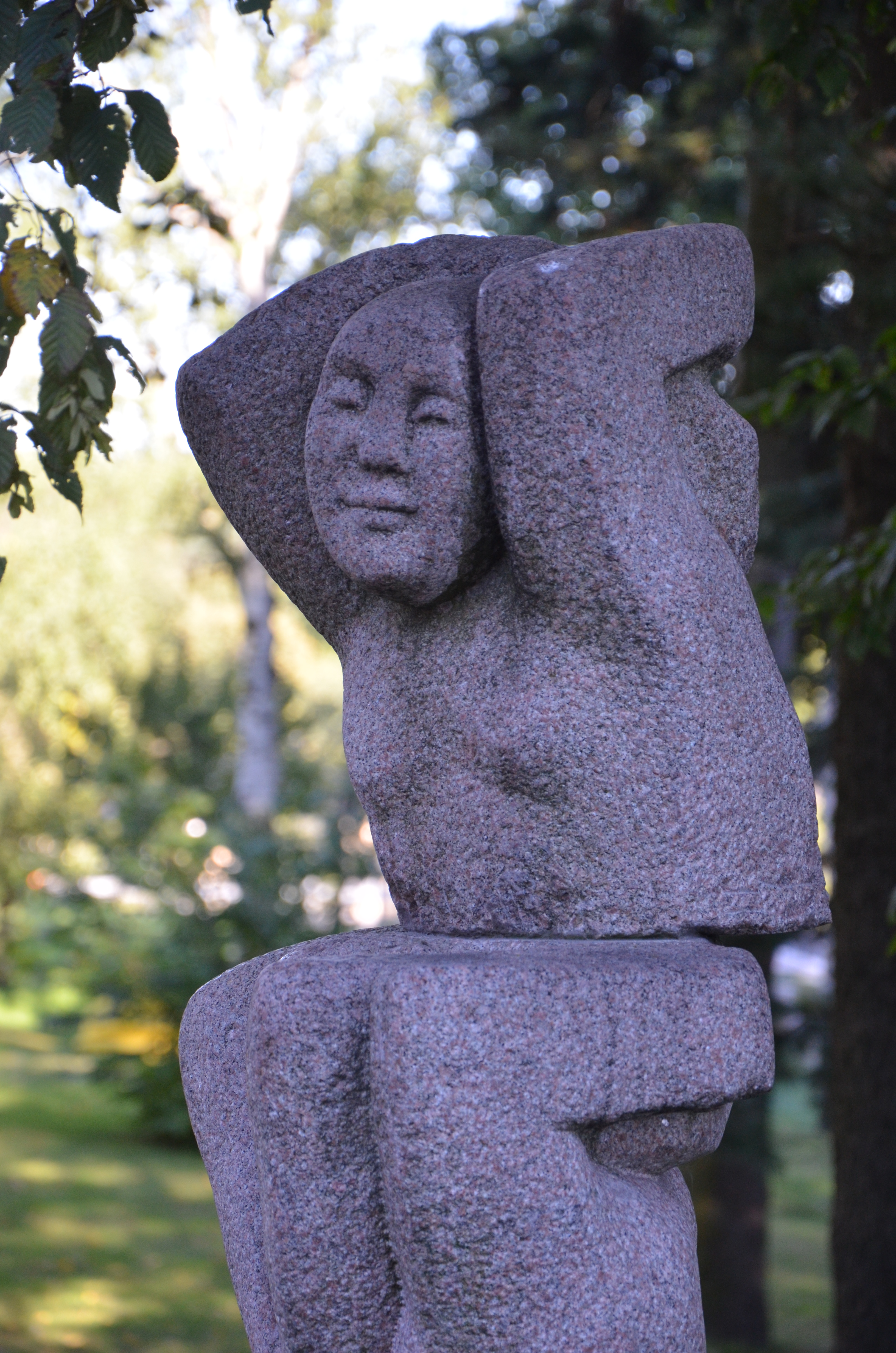
Detalj av På axlarna, Solna

Lena Maria Kriström, född 14 november 1953 i Östersund, är en svensk skulptör.
Lena Kriström utbildade sig på Kungliga Konsthögskolan i Stockholm 1978-84. Hon har bland annat under en följd av år sedan 1993 uppfört isskulpturer i Jukkasjärvi.

## Verk i urval
- Pusselbitar, trä, 1982, Bredängs tunnelbanestation
- Donna, 1984, Henriksdalsberget i Nacka
- På axlarna, 1995, granit, utanför Eugeniahemmet i Solna